# 奈迈什迈德韦什
奈迈什迈德韦什（德语：Ginisdorf）是匈牙利沃什州所辖的一个村，总面积4.74平方公里，总人口21，人口密度4.4人/平方公里（2010年1月1日）。